# Tecamachalco (Puebla)
Tecamachalco es una localidad del estado mexicano de Puebla. Es cabecera del municipio de Tecamachalco.

## Demografía
| Censo | Población |
| ----- | --------- |
| 1900  | 4 350     |
| 1910  | 3 484     |
| 1921  | 3 143     |
| 1930  | 3 466     |
| 1940  | 4 014     |
| 1950  | 4 276     |
| 1960  | 7 182     |
| 1970  | 3 319     |
| 1980  | 11 571    |
| 1990  | 17 490    |
| 1995  | 21 507    |
| 2000  | 24 108    |
| 2005  | 25 797    |
| 2010  | 28 679    |
| 2020  | 31 315    |